# زوج زیکلای

زوج زیکلای

در الکترونیک، زوج زیکلای (به انگلیسی: Sziklai pair) به مداری گفته می‌شود که همانند دارلینگتون از دو ترانزیستور دو قطبی تشکیل شده‌است. اما در آرایش زیکلای برخلاف دارلینگتون که هر دو ترانزیستور مشابه هستند، یک ترانزیستور NPN و یک ترانزیستور PNP دارد. به این ترکیب، گاهی متمم دارلینگتون گویند. امیتر Q2 نقش یک کلکتور را بازی می‌کند. از این رو امیتر Q2 در شکل در سمت راست «C» قرار دارد. به همین ترتیب، در یک کاربرد معمولی، کلکتور Q2 (همچنین به امیتر Q1 متصل است) نقش یک امیتر را بازی می‌کند و به این ترتیب «E» نامگذاری می‌شود. مانند یک زوج دارلینگتون، یک مقاومت (به عنوان مثال، ۱۰۰Ω – 1kΩ) می‌تواند بین امیتر Q2 و بیس متصل شود تا زمان خاموش شدن آن بهبود یابد (یعنی عملکرد آن برای سیگنال‌های فرکانس بالا).
بهره جریان همانند دارلینگتون از حاصل ضرب بهره دو ترانزیستور بدست می‌آید. این ترکیب به نام مخترعش، جورج زیکلای نامیده شده‌است.

## کاربرد
زوج زیکلای، گاهی در طبقه خروجی تقویت‌کننده‌های توان (به‌طور مثال تقویت‌کننده صوتی) به‌کار برده می‌شود.

## پیوند مرتبط
زوج دارلینگتون